# (3590) Holst
(3590) Holst est un astéroïde de la ceinture principale.

## Description
(3590) Holst est un astéroïde de la ceinture principale. Il fut découvert le 5 février 1984 à la station Anderson Mesa par Edward L. G. Bowell. Il présente une orbite caractérisée par un demi-grand axe de 2,25 UA, une excentricité de 0,08 et une inclinaison de 6,7° par rapport à l'écliptique.
Il a ainsi été nommé par l'Union astronomique internationale en hommage au compositeur britannique Gustav Holst, l'auteur de la célèbre et grandiose suite pour orchestre Les Planètes,.

## Compléments